# نهب طيبة
وقع نهب طيبة في عام 663 قبل الميلاد في مدينة طيبة على أيدي الإمبراطورية الآشورية الحديثة تحت حكم الملك آشوربانيبال، ثم في حرب مع السلالة الكوشية الأسرة الكوشية الخامسة والعشرين في مصر تحت حكم تنوت أماني. وعقب صراع طويل للسيطرة على بلاد الشام بدأ في 705 قبل الميلاد، فقد الكوشيون تدريجيًا السيطرة على مصر السفلى، وبحلول عام 665 قبل الميلاد، تقلصت أراضيهم إلى صعيد مصر والنوبة. وبمساعدة من توابع غير موثوقين لآشور في منطقة دلتا النيل، استعاد تنوت أماني لفترة وجيزة ممفيس في 663 قبل الميلاد، مما أسفر عن مقتل نخاو الأول من سايس في هذه العملية.
عند علمه بهذه الأحداث، عاد آشوربانيبال بمساعدة ابن نخاو، إبسماتيك الأول ومرتزقته الكاريين، إلى مصر بجيش كبير وهزم الكوشيين بشكل حاسم بالقرب من ممفيس. ثم توجه الجيش جنوبًا إلى طيبة، التي سرعان ما سقطت حيث فر تنوت أماني بالفعل إلى النوبة السفلى. وفقا للنصوص الآشورية، نُهبت المدينة بالكامل، وتم ترحيل سكانها وأُخذت الكثير من الغنائم إلى بلاد آشور، بما في ذلك مسلتان كبيرتان. على العكس من ذلك، فإن الأدلة الأثرية من طيبة لا تظهر أي علامات تدمير أو نهب أو تغييرات كبيرة. تُظهر الأدلة إشارات على الاستمرارية أكثر من الانقطاع: فكل المسؤولين الذين كانوا في مناصبهم قبل النهب المزعوم لطيبة كانوا في مناصبهم بعد ذلك، واستمر تطوير المقابر على الضفة الغربية لطيبة دون انقطاع. في منشورات ديثيلم إيغنر أو جوليا بودكا، لم يتم الكشف عن نهب الآشوريين في طيبة من الناحية الأثرية.
كان ضم طيبة حدثًا كبيرًا في تاريخ المدينة ومصر القديمة عمومًا لأنه مثل فعليًا نهاية الأسرة الخامسة والعشرين في مصر حيث فقد تنوت أماني موطئ قدمه الرئيسي في مصر. تم طرد الكوشيين بشكل دائم خلال عقد من سقوط طيبة، حيث لم يتمكن أي من خلفاء تنوت أماني من استعادة المناطق الواقعة شمال إلفنتين. لقد استسلمت طيبة، بعد أقل من 6 سنوات من النهب إلى الأسطول الكبير الذي أرسله بسامتيك للسيطرة على صعيد مصر وهو يحرر نفسه من المدرسة الآشورية. وهكذا سمح النهب بنشوء الأسرة السادسة والعشرين ونهاية الفترة الانتقالية الثالثة وبداية العصر المتأخر. يبدو أن النهب قد تردد صداه بشكل عام في جميع أنحاء الشرق الأدنى القديم، ويشار إليه بشكل خاص في سفر ناحوم كمثال على الدمار والرعب اللذين يمكن أن يحل بالمدينة.

## الخلفية

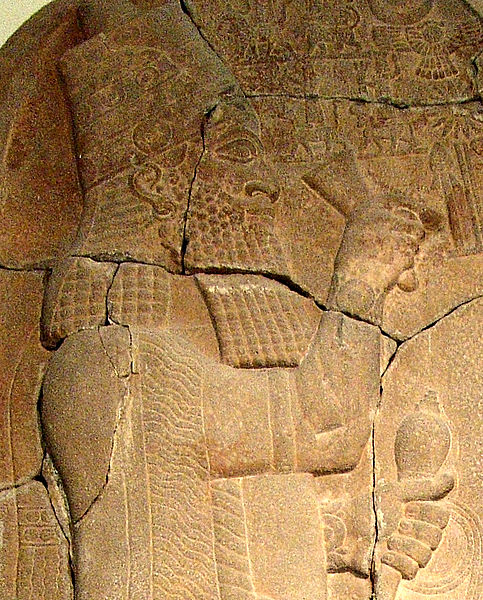
ناضل آسرحدون مع طهارقة للهيمنة على بلاد الشام ثم مصر.

في أواخر القرن الثامن قبل الميلاد، توحدت مصر والنوبة وحكمهما الفراعنة الكوشيين من الأسرة المصرية الخامسة والعشرون. كانت الإمبراطورية الآشورية الحديثة في نفس الفترة تمد نفوذها بالفعل على بلاد الشام، وفي ربيع عام 720 قبل الميلاد، قاتل بعنخي أو ربما شبتكو وخسر معركة أولى ضد الآشوريين بالقرب من رفح.
لم يتغير الوضع بسبب الهيمنة الآشورية حتى حوالي العام 705 قبل الميلاد عندما أدت وفاة سرجون الثاني إلى ثورات ضد الآشوريين في جميع أنحاء إمبراطوريتهم. استغل خليفة شبتكو شباكا هذه المناسبة وعاد إلى الساحل الشرقي، حيث كان حرًا للتجول حتى حوالي العام 701 قبل الميلاد عندما تمكن سنحاريب أخيرًا من تجميع جيش والانتصار على المصريين في التكية. بعد هذه الأحداث، تمتع شبتكو وخليفته طهارقة بفترة من السلام وتمكنَا من زيادة نفوذهما مرة أخرى على بلاد الشام وعلى طول الساحل الفينيقي. ظل هذا الوضع حتى حوالي العام 679 قبل الميلاد، في تلك المرحلة قاد آسرحدون حملة عسكرية حتى بروك مصر ثم في فينيقيا حوالي العام 676 قبل الميلاد. كانت نتائج هذه الأنشطة هي وضع بلاد الشام في أيد آشورية. ومع ذلك، وبحلول هذا الوقت، أدرك آسرحدون أن غزو مصر السفلى كان ضروريًا لتقليل التهديد الكوشي على بلاد الشام بشكل دائم.
في مارس من عام 673 قبل الميلاد، أرسل آسرحدون قوة عسكرية كبيرة إلى مصر، ربما عبر وادي طميلات، لكنه هزم من قبل المصريين تحت حكم بيمو، الذي كان آنذاك حاكم أون لكوشيين. عاد آسرحدون بعد عامين في صيف عام 671 قبل الميلاد، وبعد عدة معارك، تمكن من احتلال منف، وإصابة طهارقة، والقبض على شقيقه وابنه نيس أنهوريت، وريث العرش. من المحتمل أن يكون ابن طهارقة الباقي، اتلانيرسا، صغيرًا للغاية على الحكم وأن شقيقًا آخر لطهارقة، يدعى تنوت أماني، صعد للعرش في النهاية. ونتيجةً لذلك، تم طرد الكوشيين مؤقتًا من مصر السفلى، والتي صارت تحت سيطرة توابع الآشوريين، وخاصةً نخاو الأول في سايس.
ومع هذه النجاحات التي حققها الآشوريون، إلا أن التابعين المصريين في منطقة الدلتا كانوا غير مستعدين وكان طهارقة يحاول العودة إلى مصر السفلى. أطلق آسرحدون حملة عسكرية جديدة في حوالي العام 669 قبل الميلاد لكنه توفي في ذلك العام، مما سمح لطهارقة باستعادة منف، وأخيرًا منطقة الدلتا في أواخر 668 قبل الميلاد. في عام 667 قبل الميلاد، قرر آشوربانيبال وريث آسرحدون استعادة السيادة الآشورية على مصر، وغزو الأرض في أكتوبر من ذلك العام والذهاب إلى طيبة، حيث هزم طهارقة بينما قام في نفس الوقت بقمع التمرد في الدلتا. بعد فترة وجيزة، ربما حظي طهارقة بانتصار في طيبة مما سمح له بالحفاظ على مصر العليا. وفي مصر السفلى، أعيد نخاو ملكًا تابعًا على سايس مع خيانته. لم يتغير الوضع حتى عام 664 قبل الميلاد مع وفاة طهارقة.

## سنة 663 قبل الميلاد

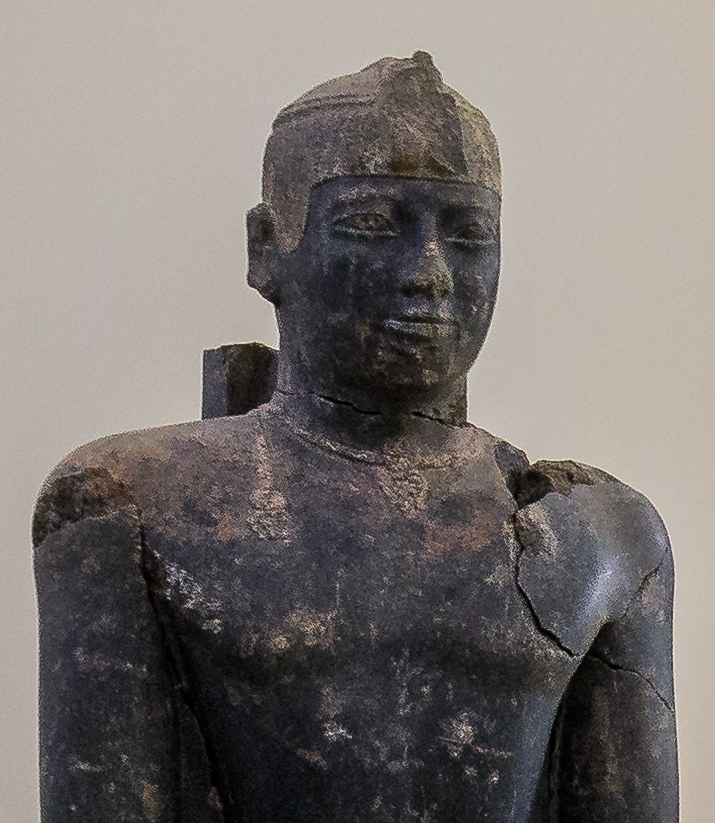
فشل تنوت أماني في الحفاظ على ممفيس بعد وصول الآشوريين.

### فشل استعادة تنوت أماني
خلف طهارقة بعد وفاته مشقيقه تنوت أماني. شن تنوت أماني على الفور حملة عسكرية ضخمة تهدف مرة أخرى إلى توحيد مصر تحت حكم الأسرة الخامسة والعشرين. سافر جيشه إلى الشمال، وتوقف عند نبتة في إلفنتين، وطيبة وأون في 664 قبل الميلاد. وصل تنوت أماني إلى منف في أبريل 663 قبل الميلاد وقتل نخاو الأول خلال المعركة التي تلت ذلك بالقرب من المدينة. ثم انتقل تنوت أماني شمالًا واستسلمت له بعض ممالك الدلتا وليس جميعها، ثم طرد بقية القوات الآشورية من مصر بينما تمكن ابن نخاو الصغير بسامتيك من الفرار إلى آشور عبر فلسطين.

### النهب

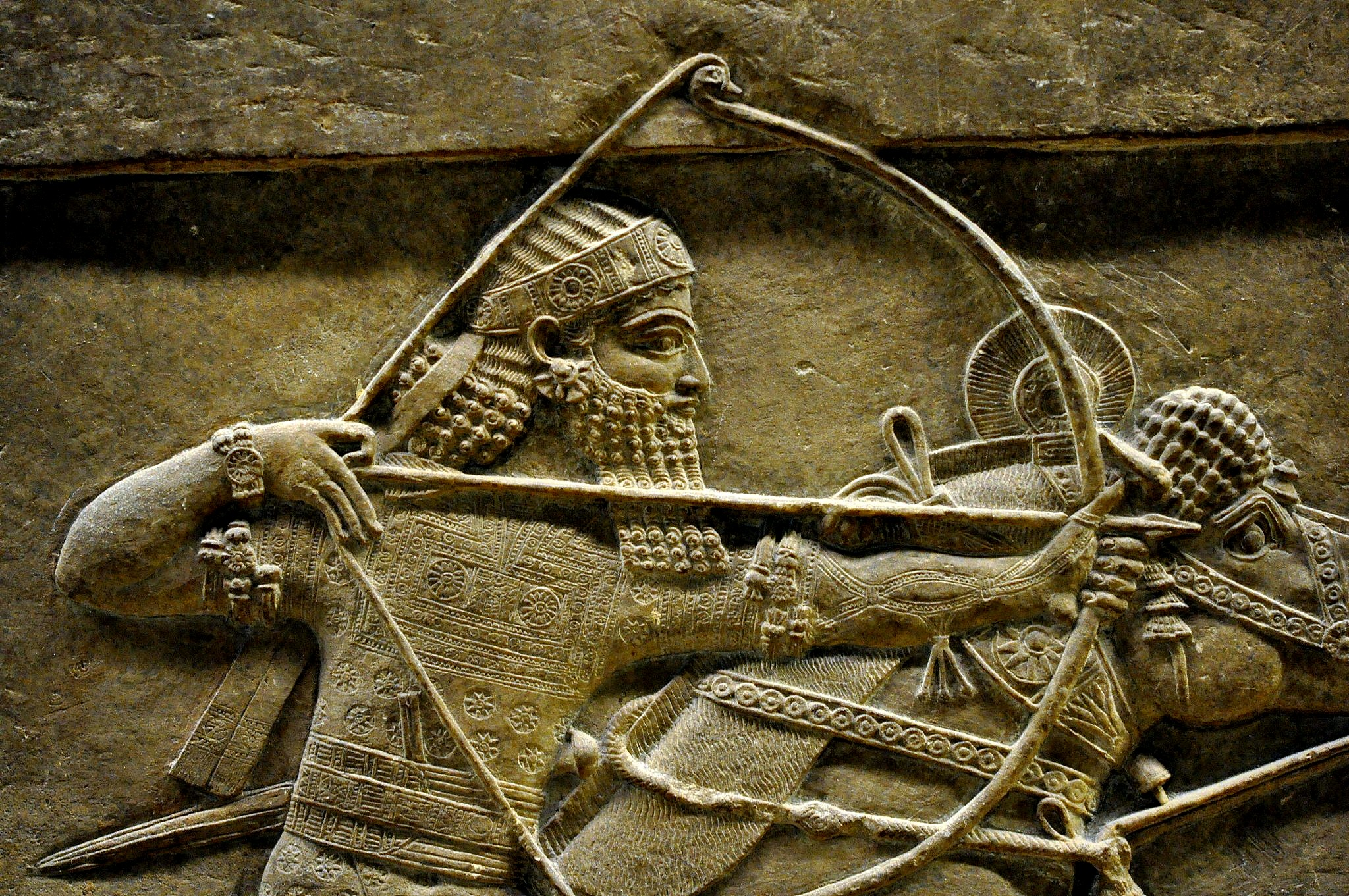
احتل آشوربانيبال طيبة لكنه فشل في تأسيس الوجود الآشوري بشكل دائم هناك.

عاد الآشوريون إلى مصر بجانب جيش بسامتيك الأول، الذي يتألف من المرتزقة الكاريين، وخاضوا معركة ضارية في شمال منف، بالقرب من معبد إيزيس، بين السيرابيوم وأبوصير. هُزم تنوت أماني وهرب إلى صعيد مصر ولكن بعد 40 يومًا فقط من المعركة، وصل جيش آشوربانيبال إلى طيبة. غادر تنوت أماني المدينة بالفعل متجهًا إلى كيبكيبي، وهو موقع لا يزال غير مؤكد ولكن قد يكون كوم أمبو، حوالي 200 كيلومتر (120 ميل) جنوب طيبة. تم غزو المدينة نفسها وتحطمت كما لو حل بها فيضان ونُهبت بشدة. لم يرد ذكر الحدث في المصادر المصرية ولكنه معروف في السجلات الآشورية، التي تفيد بأن السكان قد تم ترحيلهم. أخذ الآشوريون غنيمة كبيرة من الذهب والفضة والأحجار الكريمة والملابس والخيول والحيوانات الرائعة، فضلًا عن اثنين من المسلات المغطاة التي يبلغ وزنها 2.500 طالنط (75.5 طن، أو 166500 رطل).
كان احتلال طيبة حدثًا مهمًا ارتد في جميع أنحاء الشرق الأدنى القديم. هو مذكور في سفر ناحوم الفصل 3: 8-10
هناك نبوءة في سفر إشعيا 20: 3-5 تشير إلى النهب أيضًا:

## العواقب

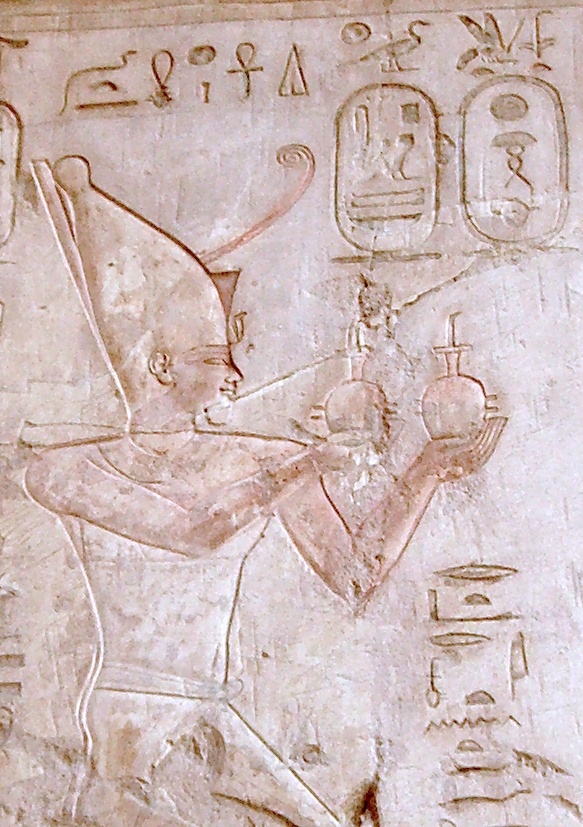
في النهاية، كان بسامتيك المستفيد الرئيسي من نهب طيبة.

### مملكة نبتة الكوشية
في وقت متزامن أو بعد فترة وجيزة من النهب، انسحب الجيش الكوشي من مصر بأعداد كبيرة، وهو حدث مهم كان لا يزال يُذكر بعد حوالي 200 عام وقد أثار هيرودوت قصة عن حوالي 240 ألف من الهاربين المصريين الذين استقروا في النوبة.
مصير تنوت أماني بعد خسارة طيبة ليس واضحًا تمامًا: يبدو أنه حكم ملكًا لكوش لبعض الوقت، وفقًا لما اقترحه نقش له في جبل البركل. تشير الدلائل غير المباشرة إلى استمرار وجود كوشي في صعيد مصر بين عامي 661 قبل الميلاد و656 قبل الميلاد حيث تُظهر الآثار أن الطيبيين استمروا في الاعتراف بسيادة تنوت أماني حتى عام 656 قبل الميلاد، مع أن المدى الفعلي لسلطته غير مؤكد. وفي الوقت نفسه، يبدو أن السلطة العليا في طيبة كانت في يد منتومحات وزوجته شبنؤبت الثانية.
بحلول عام 653 قبل الميلاد، تولى أطلانيرسا، خليفة تنوت أماني، العرش وحكم فقط على النوبة، وكان مقر سلطته في نبتة، حيث بدأ ما يسمى بالفترة النبتية في النوبة. ومع أن أطلانيرسا وخلفائه نصبوا أنفسهم فراعنة مصريين، لكنهم لم يشكلوا أي تهديد خطير لمصر. أسس بسامتيك الأول عقب فرض سلطته على صعيد مصر حامية على إلفنتين وربما قاد حملة عسكرية في النوبة. وبحلول وقت بسماتيك الثاني تقريبًا في العام 590 قبل الميلاد استعاد المصريون نبتة.

### نهاية الوجود الآشوري
لم يحتفظ الآشوريون بطيبة لفترة طويلة: وبالفعل بحلول عام 662 قبل الميلاد، أي بعد سنة واحدة من النهب، كان بعض الطيبيين يؤرخون مستنداتهم وفقًا لسنوات حكم تنوت أماني، مما يشير إلى أن الآشوريين غادروا المنطقة بالفعل. وفي وقت قريب من النهب كان آشوربانيبال شخصيًا متورطًا في نزاعين في فينيقيا، محاولًا إخضاع أرواد وصور. كما شارك عقب فترة وجيزة في حملات أخرى ضد المانيون والعيلامين والميديين، كل ذلك بين 665 قبل الميلاد و 655 قبل الميلاد، مما قد يفسر لماذا لم يحافظ على وجود آشوري في طيبة.

### الفترة المتأخرة من مصر
في العقد التالي للاحتلال، تلاشى النفوذ الآشوري في مصر بسرعة، حيث لم يفلح بسامتيك الأول في السيطرة على الممالك الأخرى في منطقة الدلتا فقط، بل تحرّر أيضًا من التبعية الآشورية. ومع ضعف تأثير طيبة وتواصلها بعمق، أرسل بسامتيك أسطولًا عسكريًا قويًا إلى المدينة في عام 656 قبل الميلاد حيث استسلمت على الفور. ولتأكيد سيطرته على المدينة، فقد جعل أماني ريديس الثانية يتبنى نيتوكريس الأولى، التي لم يكن فقط ابنة طهارقة ولكن أيضًا المتعبدة الإلهية لآمون، حين كانت كهنوت آمون القوي في المدينة. عندئذٍ كان على بسامتيك تأمين الحدود الجنوبية لمصر من خلال وضع حامية على إلفنتين لجعل كامل مصر العليا تخضع له.
في عام 655 قبل الميلاد، انقلب بسامتيك ضد أسياده الآشوريين مرة أخرى بمساعدة المرتزقة الكاريون والأيونيين وتحالف مع غيغس الليدية وطرد الآشوريين الباقين من مصر السفلى وتابعهم حتى أسدود. لم يكن لدى آشوربانيبال المتورط بعمق في الحرب ضد العلاميين جيش لإرساله إلى مصر. وفي غضون 7 سنوات، وحد بسامتيك مصر وحررها فعلًا، مما يمثل بداية العصر المتأخر.